# Greffe de visage

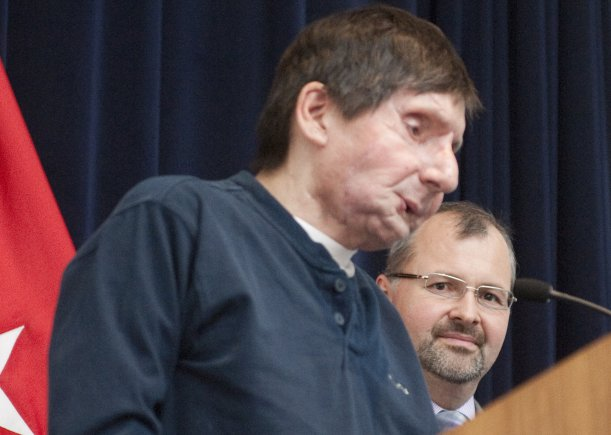
Jim Maki, greffé du visage, avec le Dr Bohdan Pomahac.

La greffe de visage est une opération médicale complexe qui tente de reconstruire tout ou partie du visage.

## Greffe partielle de visage

### En France

#### Première greffe partielle en 2005
En 2005, les professeurs Bernard Devauchelle, Sylvie Testelin, les docteurs Christophe Moure, Cédric d'Hauthuille du CHU d'Amiens-Picardie et le professeur Benoît Lengelé de l'université catholique de Louvain, ont réalisé en collaboration avec l'équipe du professeur Jean-Michel Dubernard du CHU de Lyon la première greffe partielle du visage au monde (greffe du triangle formé par le nez et la bouche) sur une femme de 38 ans, Isabelle Dinoire. Cette opération eut lieu entre les 27 et 28 novembre au CHU d'Amiens-Picardie.
Cette patiente avait perdu une partie de son visage après que son labrador a essayé de la réveiller à la suite d'une tentative de suicide. Cette opération a reçu un avis favorable de la commission d'éthique. Une polémique a porté sur sa fragilité psychologique, sur l'identité à conserver avec le visage d'une autre, et sur le rôle de la presse anglo-saxonne qui a couvert l'événement.
Un an après l'opération, un bilan fait état du retour de la mobilité et de la sensibilité de la zone greffée ; la patiente peut à nouveau manger, parler et sourire, et sortir en public sans attirer l'attention. Après dix-huit mois de recul, le résultat est toujours bon, avec seulement deux épisodes de rejets qui ont été maitrisés. La sensibilité au toucher et à la chaleur est redevenue normale au bout de 6 mois. Toutefois, malgré le succès de la greffe, les risques de rejet sont grands. Il lui faut prendre un traitement à vie et faire des exercices pour récupérer la mobilité de son visage.
La greffe et ses suites sont racontées dans un livre de Noëlle Châtelet, le Baiser d'Isabelle paru en octobre 2007.
Isabelle Dinoire est décédée le 22 avril 2016 d'une « récidive d’une tumeur maligne » rare qui ne peut être « scientifiquement reliée » au traitement antirejets qu’elle prenait,.

#### Deuxième greffe partielle en 2007
Les 21 et 22 janvier 2007, l'équipe du professeur Laurent Lantieri, du CHU Henri-Mondor  de Créteil (Val-de-Marne) a réalisé la deuxième transplantation de la face, au cours d'une opération qui aura duré 15 heures. Le patient, âgé de 27 ans, souffrait d'une forme très grave de la maladie de Von Recklinghausen, une pathologie incurable qui peut, dans ses formes les plus graves, déformer le visage, au point pour le malade de ne plus pouvoir affronter le regard des autres. 
Il a subi une greffe nez-bouche-menton-joues. Le problème majeur dans cette opération était que les neurofibromes plexiformes qui déformaient son visage sont hémorragiques.
La même équipe effectue plusieurs autres greffes de visage, publiant une série de sept cas en 2016. L'un de ceux-ci se complique d'un rejet nécessitant l'ablation du greffon et une retransplantation en 2018.

### En Chine
En avril 2006, Li Guoxing, un paysan chinois de 30 ans, défiguré par un ours, a reçu à l'hôpital Xijing de Xi'an, une greffe partielle de visage comprenant une joue, la lèvre supérieure, le nez et un sourcil. Il est cependant décédé en juillet 2008, deux ans après l'opération ; il aurait cessé de prendre son traitement anti-rejet, au profit d'herbes médicinales traditionnelles.

## Greffe totale de visage
Deux équipes, l'une britannique et l'autre américaine, ont obtenu respectivement en octobre 2006 et en 2004 l'accord de leurs autorités médicales pour réaliser la première greffe complète de visage au monde. Les patients qui pourraient bénéficier d'une telle intervention sont toujours en cours de sélection. Une clinique américaine de Cleveland a réalisé une greffe de 80 % du visage, en décembre 2008.
C'est pourtant une équipe espagnole qui a réalisé, en mars 2010, la toute première transplantation totale d'un visage. Il aura fallu plus de vingt heures d'intervention pour rendre un visage humain à un homme d'une trentaine d'années. L'opération a mobilisé une équipe de trente chirurgiens, anesthésistes et infirmières. Pour reconstruire la face du patient, les chirurgiens lui ont greffé toute la peau et les muscles du visage ainsi que le nez, les lèvres, l'os maxillaire supérieur, les dents, le palais, les pommettes et la mandibule. Le tout à partir d'un même donneur. Seuls les yeux et la langue du patient n'ont pas nécessité de dons. Cet exploit, jugé incomplet, est mis en concurrence avec la réalisation de l'hôpital Henri Mondor de Créteil (France). 
En effet, en juin de la même année, l'équipe du professeur Laurent Lantièri a, sur un patient touché par une déformation du visage causée par une maladie génétique, la neurofibromatose, réalisé une greffe également revendiquée comme la première greffe totale du visage, arguant de la greffe des paupières et du système lacrymal.

## Dans la fiction
- Les Yeux sans visage, film de 1959
- La Rose écorchée, film de 1970
- Volte-face, film de 1997